# Holcocephala affinis
Holcocephala affinis är en tvåvingeart som beskrevs av Luigi Bellardi 1861. Holcocephala affinis ingår i släktet Holcocephala och familjen rovflugor. Inga underarter finns listade i Catalogue of Life.